# روبية غرب إيريان
روبية غرب إيريان كانت هذه الروبية عملة رسمية في غرب إريان (غرب غينيا الجديدة سابقًا) بين عام 1963 وعام 1973. استبدلت مع ذهب غرب غينيا الجديدة على قدم المساواة، واستعيض عنها بالروبية الإندونيسية بمعدل 1 روبية غربية إريانية واحدة = 18.9 روبية إندونيسية.

## التاريخ
كان وجود الهولنديين في غينيا الجديدة موضع خلاف منذ المعاهدة التي تفاوضت على الانسحاب الهولندي من إندونيسيا في عام 1949. وكان الهولنديون غير مستعدين للتنازل للسيطرة الإندونيسية، وفضلوا بدلاً من ذلك إقامة دولة بابوا. قام الإندونيسيون في نهاية المطاف بقطع العلاقات الدبلوماسية مع الهولنديين في 17 أغسطس 1960. بسبب التمرد الإندونيسي والارتباك حول وضع المقاطعة سيطرت الأمم المتحدة على غرب غينيا الجديدة تحت سلطة السلطة التنفيذية المؤقتة للأمم المتحدة في 1 أكتوبر 1962. في 1 مايو 1963 وافق الاتحاد على نقل المقاطعة إلى إندونيسيا.
بموجب مرسوم رئاسي من سوكارنو في يوم 1 مايو 1963 كان من المقرر أن يتم سحب الغولدن الهولندي الحالي، واستبداله على قدم المساواة بعملة معدنية صادرة عن الحكومة، وملاحظات حكومية على 1 و2 روبية، مع إصدار مذكرات طائفة أكبر بواسطة بنك إندونيسيا (نفس التقسيم بين الحكومة -ويعرف أيضًا باسم سندات الخزينة- والأوراق البنكية الموجودة في الروبية الاندونيسية) نظرًا لأن روبية غرب إريان كانت تحل محل الجولدن الهولندي الذي كان عملة أقوى بكثير من الروبية الإندونيسية، فإن العملة الإندونيسية لم تكن صالحة في إريان، من أجل الحفاظ على قيمة العملة الإرية.
إن التضخم المفرط في إندونيسيا والذي بسبب السياسة النقدية والعملة المنفصلة، لم يصيب إريان، على الرغم من أن التضخم كان لا يزال حاضرًا، استلزم تخفيض قيمة العملة الوطنية من 1000 إلى 1 في ديسمبر 1965. كان الهدف من المرسوم الرئاسي الصادر عن 13 ديسمبر 1965 أن تصبح «روبية رياو» (روبية جديدة) العملة الوطنية الموحدة لكل إندونيسيا، قابلة للتبادل مع روبية إيريان بارات على قدم المساواة. ومع ذلك فإن المرسوم اللاحق الصادر في 15 سبتمبر 1966 أعاد استعادة صحة الأموال الإريانية، مذكرا بالروبية الإندونيسية من إندونيسيا.
أصبحت الروبية الإندونيسية أخيرًا أمرًا قانونيًا في إريان في 18 فبراير 1971. كانت أموال إريان بارات الحالية قابلة للصرف من مايو 1971 بمعدل 1 إريان بارات روبية إلى 18.9 روبية إندونيسية. وبالتالي نظرًا لسعر الصرف الرسمي البالغ 378 روبية إندونيسية إلى دولار واحد في ذلك الوقت، يمكن ملاحظة أن روبية إريان بارات كانت في نهاية الأمر تساوي 0.05 دولار أمريكي تقريبًا. كان الغولدن الهولندي ثابت على قدم المساواة مع الغيلدر الهولندي، وكانا قابلان للتبادل عند 3.62 مقابل الدولار الأمريكي وقت التحويل الأصلي في عام 1963. بالنسبة إلى الدولار فقدت العملة 82٪ من قيمتها في 8 سنوات. تم تداول روبية إريان بارات إلى جانب الروبية الإندونيسية كواقع قانوني لمدة عامين آخرين حتى 1 أبريل 1973.

## عملات معدنية
صدرت العملات المعدنية في فئات 1 وفئة 5 وفئة 10 وفئة 25 وفئة 50 سين. تم سكهم جميعًا من الألمنيوم في تاريخ 1962. على عكس ما تم إصداره من أجل رياو (انظر روبية رياو) لم تحمل العملات المعدنية أية نقوش على الحافة.

## عملات ورقية
طبعت ملاحظات بنك إندونيسيا من قبل الطابعة الإندونيسية إن بي. برتيجيتاكان كيبوروان مؤرخ "1960" مع الطبعة الفوقية «إريان بارات» في فئات من 5 وفئة 10 وفئة 100 روبية تحمل صورة الرئيس سوكارنو. كانت الملاحظات الحكومية مؤرخة في "1961" مع طباعة "Irian Barat" في طوائف روبية 1 و2 ½. تم إعداد المتغيرات الخضراء والزرقاء من الملاحظات 1 و2 لإصدارها في شمال بورنيو، التي رأت إندونيسيا أنها امتداد محتمل لأراضيها بسبب فراغ الطاقة في المنطقة في ذلك الوقت.